# Эскиараб
Эскиараб (узб. Eskiarab) — городок в Алтыарыкском районе Ферганской области Узбекистана. Расположен на юго-западе района, примерно в 30 км к западу от Ферганы.

## Kлимат
Климат субтропический. Летом средняя температура составляет 35 ° C, зимой 5-7 ° C.
Годовой диапазон осадков от 100 до 150 мм в год.

## Население
Население Эски араба в 2016 году составляет более 8700 человек, официально они считаются узбеками, однако само название селение говорить о том, ныне живущие и считающие себя узбеками его жители на самом деле являются отуреченными арабами..